# The Return of the Gangsta
The Return of the Gangsta är det sjätte studioalbumet av den amerikanska rapparen Coolio, utgivet den 16 oktober 2006 på Hardwax Records. Snoop Dogg medverkar på låten "Gangsta Walk" som utgavs som singel. Övriga gästartister på albumet är Goast, Brasa, Gangsta-Lu, K-La, Artisha och L.V. En stor del av albumets material återanvänds på uppföljaren Steal Hear.

## Låtlista
1. "Intro" – 0:43
2. "Let It Go" – 3:35
3. "Gangsta Walk" (feat. Snoop Dogg) – 3:51
4. "Do It" (feat. Goast) – 4:19
5. "Drop Something" (feat. Brasa) – 3:37
6. "Bloops" – 0:30
7. "Make Money" (feat. Gangsta-Lu) – 4:17
8. "Lady & Gangsta" (feat. K-La) – 4:23
9. "Daddy's Song" (feat. Artisha) – 4:06
10. "One More Night" (feat. L.V.) – 4:12
11. "Loosemobile" – 0:34
12. "Dip It" (feat. Gangsta-Lu) – 3:30
13. "Keep On Dancing" – 3:48
14. "187% WRPM" – 0:09
15. "Keep It Gangsta" – 4:12
16. "They Don't Know" – 3:55
17. "West Coast Anthem" – 4:41
18. "Outro" – 0:51
19. "Gangsta Walk" – 4:14

## Listplaceringar
| Lista (2006) | Högsta position |
| ------------ | --------------- |
| Schweiz      | 82              |